# Collinée
 Collinée (en bretó Koedlinez, gal·ló Coètneiz) és un municipi francès, situat a la regió de Bretanya, al departament de Costes del Nord. L'any 1999 tenia 938 habitants.

## Demografia
| 1962                                       | 1968 | 1975 | 1982 | 1990 | 1999 |
| ------------------------------------------ | ---- | ---- | ---- | ---- | ---- |
| 552                                        | 619  | 722  | 758  | 894  | 938  |
| Des de 1962: població sense dobles comptes |      |      |      |      |      |

## Administració
| Període   | Identitat             | Partit |
| --------- | --------------------- | ------ |
| 1983-1995 | Moïse Rouget          | PCF    |
| 1995-2001 | Pierre Schneider      | RPR    |
| 2001-     | Jean-Pascal Guillouët | PS     |